# Aeschradia collucens
Aeschradia collucens är en fjärilsart som beskrevs av Lucas 1889. Aeschradia collucens ingår i släktet Aeschradia och familjen trågspinnare. Inga underarter finns listade i Catalogue of Life.